# Старинка (Мстиславский район)
Старинка (бел. Старынка) — деревня в Мстиславском районе Могилёвской области Белоруссии. Входит в состав Ходосовского сельсовета.

## География
Деревня находится в северо-восточной части Могилёвской области, в пределах Оршанско-Могилёвской равнины, на левом берегу реки Волчес, на расстоянии примерно 23 километров (по прямой) к юго-западу от Мстиславля, административного центра района. Абсолютная высота — 202 метра над уровнем моря.

## История
В конце XVIII века деревня Старинка входила в состав Мстиславского воеводства Великого княжества Литовского.
Согласно «Списку населенных мест Могилёвской губернии» 1910 года издания населённый пункт входил в состав Долговичской волости Чериковского уезда Могилёвской губернии. Имелось 47 дворов и проживало 266 человек (124 мужчины и 142 женщины).
Советская власть была установлена в январе 1918 года. В 1925 году открыта трудовая школа 1-й ступени. В 1931 году был организован колхоз «Новая деревня», который в 1932 году объединял 65 хозяйств и имел 532 га пашни. Действовала кузница по ремонту сельхозинвентаря.
Во время Великой Отечественной войны, в период с 14 июля 1941 года по 28 сентября 1943 года, деревня оккупирована немецко-фашистскими захватчиками.

## Население
По данным переписи 2009 года, в деревне проживало 40 человек.